# Georgia Generals

Georgia Generals era um time de futebol profissional dos Estados Unidos. Eles jogaram por uma temporada (1982) na American Soccer League.

## História
Eles foram formados quando a franquia Cleveland Cobras se mudou para Atlanta, Geórgia. Seu dono era Walt Russell . Eles jogaram seus jogos no DeKalb Memorial Stadium em Clarkston .